# Мартін Борман
Мартін Борман (нім. Martin Bormann; 17 червня 1900, Гальберштадт, Саксонія-Ангальт, Німеччина — 2 травня 1945, Берлін, Третій Рейх) — німецький державний і партійний діяч, рейхсляйтер, обергруппенфюрер СА, почесний обергруппенфюрер СС, голова Штабу заступника фюрера, «особистий секретар фюрера». Будучи видним партійним діячем, наближеним до фюрера, Борман є одним із головних винуватців початку Другої світової війни та Голокосту. Проте він не був страчений за вироком Міжнародного військового трибуналу, адже на момент його проведення місцезнаходження Бормана залишалося невідомим.

## Ранні роки
Народився 17 червня 1900 року в Гальберштадті в родині поштового працівника Теодора Бормана та його дружини Антонії Бернгардини Меннонґ. Крім Мартіна в родині було ще двоє синів: Вальтер (від першої дружини батька, яка померла в 1898 році) та Альберт (1902 року народження), ще один з синів помер в ранньому дитинстві. Після смерті батька в 1903 році мати одружилася з Альбертом Воллборном, директором філіалу банка.
Покинувши гімназії, Мартін працював на фермі в Мекленбурзі. Наприкінці Першої світової війни, в липні 1918 року, був призваний до армії в 55-ий піший полк польової артилерії, однак участі в бойових діях не брав. Демобілізований в 1919 році, в 1920 закінчив курси спеціалістів з сільського господарства, працював помісним інспектором поблизу Пархіма.
Під час навчання вступив до «Об'єднання проти засилля євреїв», що була молодіжним крилом Німецької національної народної партії. У 1921 році вступив до Німецької національної народної партії, в 1922 — до «Добровольчого корпусу», де займався штатною та фінансовою діяльністю. Разом з Рудольфом Гьоссом брав участь у вбивстві Вальтера Кадова, якого звинувачували у видачі французьким військам Альберта Шлагетера під час окупації Руру Францією. У березні 1924 року Борман був засуджений до 11 місяців тюрми, як співучасник злочину. Після відбування покарання повернувся до своєї служби.

## НСДАП
У 1925 році Борман виїхав до Тюрингії, де вступив до СА. Підтримував Гітлера в його боротьбі проти Отто Штрассера. У 1926 році став помічником гауляйтера Тюрингії та редактора щотижневика «Націонал-соціаліст». 27 лютого 1927 року вступив у НСДАП (партійний квиток № 60 508) і став прес-секретарем гауляйтера Фріца Заукеля. З 1 квітня 1928 року обіймав посади начальника господарського відділу та керівника рейхсгау. З листопада 1928 року працював у Вищому командуванні СА, в службі страхування.
Був ініціатором створення моторизованих загонів СА та на прохання Гітлера розробив план створення Націонал-соціалістичного автомобільного корпусу. У 1930 році створив та керував Касою взаємодопомоги НСДАП, що опікувалася матеріальною допомогою сім'ям, родичі яких були вбиті або поранені в боротьбі за ідеї націонал-соціалізму. За особистим проханням фюрера на кошти каси було створено резиденцію Гітлера «Бергхоф». За відмінні службові здобутки був переведений до Імперського керівництва НСДАП.
3 липня 1933 року призначений начальником Штабу заступника фюрера. У листопаді 1933 року обрано депутатом Рейхстагу. Протягом 1934–1936 років проводив чистку в партії, публічно підтримав знищення вищого керівництва СА під час Ночі довгих ножів.
Після приходу Гітлера до влади призначений керівником апарату Рудольфа Гесса. З 12 травня 1941 року — заступник Гітлера у НСДАП, керівник партійної канцелярії. З 12 квітня 1942 — «особистий секретар фюрера».
У 1934 році став рейхсляйтером. У 1937 році — прес-секретар партії в Тюрингії. 1 грудня 1937 року вступив у СС (посвідчення № 278 267; 9 листопада 1944 року отримав нове посвідчення № 555). З 1938 року — управляючий партійними справами по Тюрингії та член верховного командування СА. В останні дні війни знаходився із Гітлером та іншими високопоставленими нацистами у фюрербункері.
У 1946 році заочно засуджений до страти Нюрнберзьким трибуналом.

## Особисте життя
У 1929 році одружився з Гердою Бух, дочкою депутата Рейхстагу та голови слідчо-арбітражного комітету НСДАП Вальтера Буха. На весіллі як свідки були присутні Гітлер та Гьосс.
У подружжя Борманів було 10 дітей, першого з яких назвали Адольфом на честь хрещеного батька.

## Смерть
Доля Бормана після 2 травня 1945 року залишається невідомою. За свідченням деяких очевидців, Борман загинув при спробі прориву крізь радянські загони.
За свідченнями шофера Гітлера Еріха Кемпки Борман загинув від вибуху снаряда, за свідченнями керівника Гітлерюгенду Артура Аксмана Борман заподіяв собі смерть, проковтнувши ампулу з ціанистим калієм.
Є свідчення про те, що в 1947 році Борман переховувався в одному з монастирів у північній Італії, де і помер. У 1973 році письменник Ладислав Фараго стверджував, що Борман мешкає в Аргентині.
У 1973 році західнонімецький суд, спираючись на дані дослідження скелету, знайденого поблизу місця, де його в останній час бачили свідки, офіційно оголосив Бормана мертвим.

## Нагороди Мартіна Бормана
- Німецький Олімпійський знак 1-го класу
- Великий офіцер і лицар Великого хреста Ордена Корони Італії

### Партійні нагороди
- Знак підпільного фронту (1932)
- Золотий партійний знак НСДАП (1934)
- Медаль «За вислугу років в НСДАП» в сріблі та бронзі
- Орден крові (1938)

### Відзнаки СС
- Кільце «Мертва голова» (1937)
- Почесний кут старих бійців
- Почесна шпага рейхсфюрера СС (1937)
- Медаль «За вислугу років у СС»

## Галерея

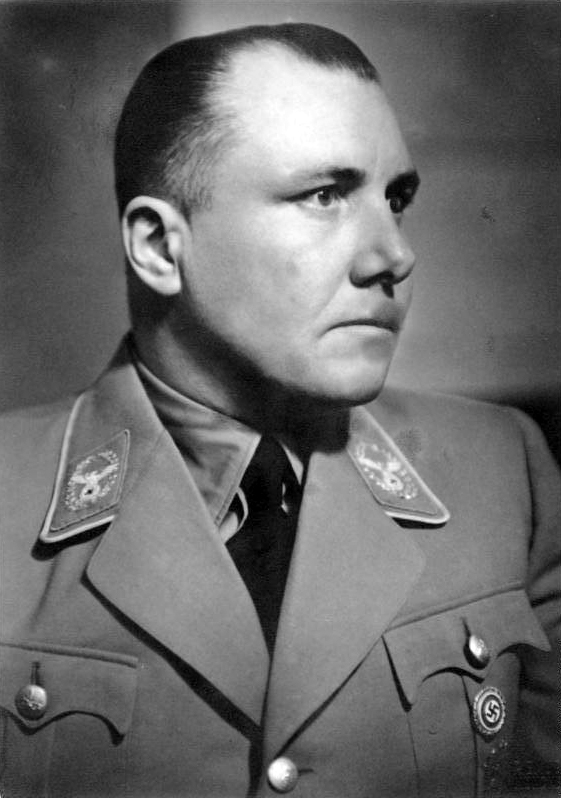
Борман у 1939 році
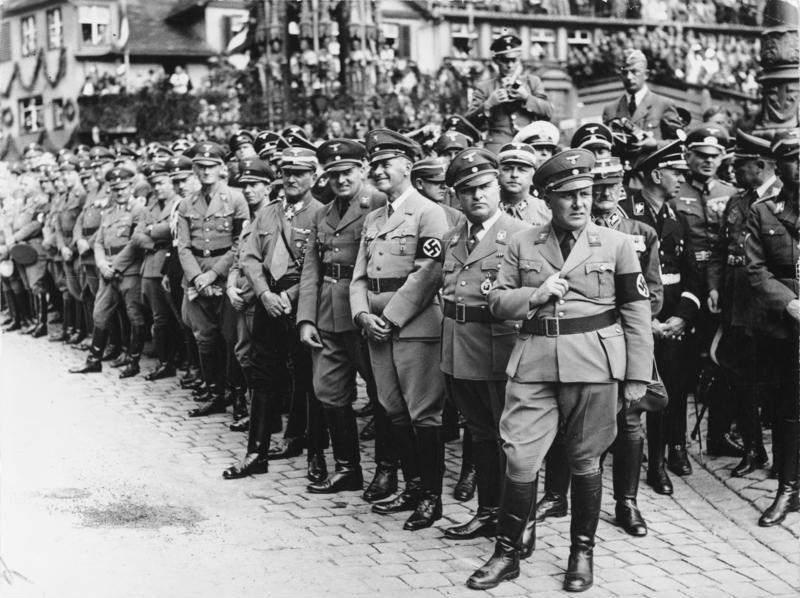
Борман (у передньому ряду, перший праворуч) на десятому партійному з'їзді в Нюрнберзі (1938)
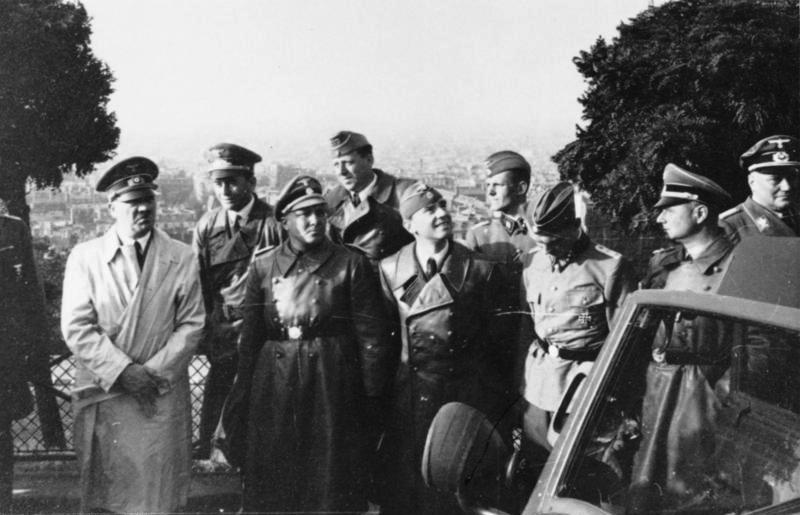
Борман (попереду, поруч з Гітлером) у Парижі (червень 1940)
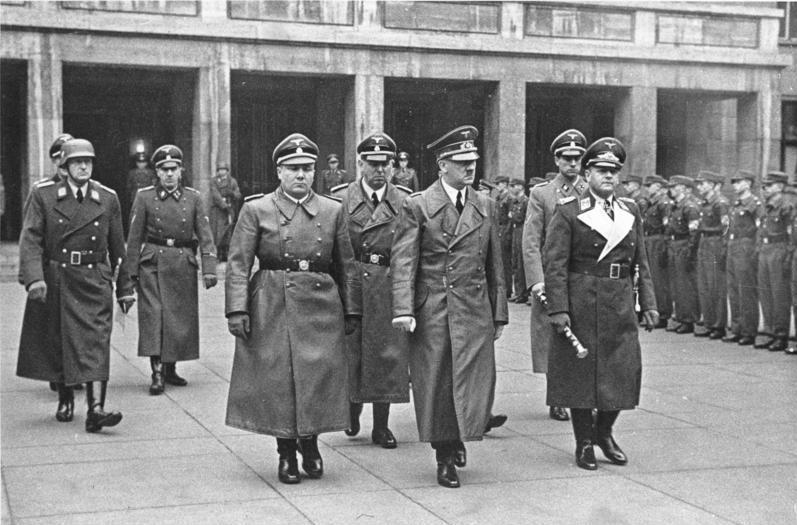
Борман попереду, праворуч від Гітлера, на похороні Вернера Мельдерса (листопад 1941)
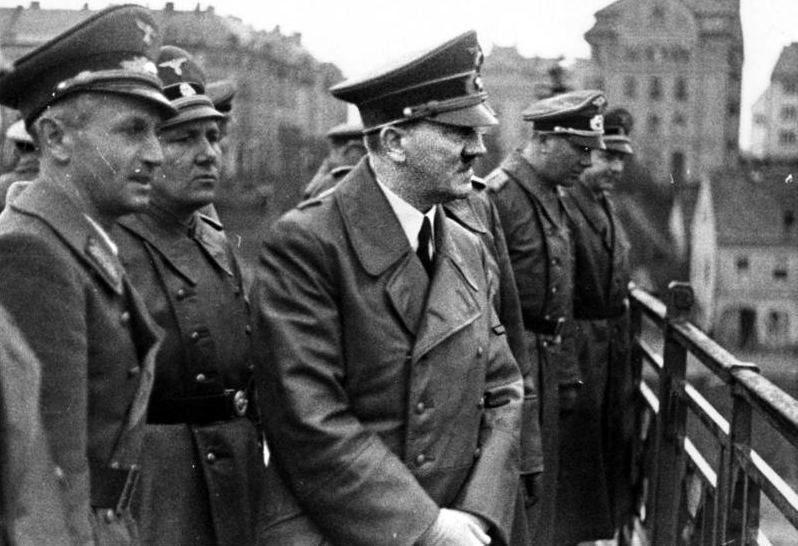
Борман (2-й зліва, позаду Гітлера) на старому мості в Мариборі, Словенія (квітень 1941)